# 리베카 쇼이킷
리베카 쇼이킷(영어: Rebecca Shoichet, 1975년 2월 16일 ~ )은 캐나다의 성우이다. 애니메이션 《이누야샤》의 히구라시 소타 외 기타 단역, 《NANA》의 주인공 오사키 나나 역, 《마이 리틀 포니: 우정은 마법》의 선셋 시머 역과 트와일라잇 스파클의 노래 연기를 담당했다.

## 성우 출연작 목록

### 일본 애니메이션
| 연도    | 제목        | 영어 제목                  | 배역          | 비고 |
| ------- | ----------- | -------------------------- | ------------- | ---- |
| 2002-04 | 이누야샤    | Inuyasha                   | 히구라시 소타 |      |
| 2006    | 작안의 샤나 | Shakugan no Shana          | 린네          |      |
| 2006-07 | NANA        | Nana                       | 오사키 나나   |      |
| 2014    | 골판지전기  | Little Battlers Experience | 이니          |      |